# Sottern, Uppland
För sjön Sottern i Närke, se Sottern.
Sottern är en lång smal sjö i Norrtälje kommun och Uppsala kommun i Uppland som ingår i Skeboåns huvudavrinningsområde. Sjön är 1,7 meter djup, har en yta på 2,01 kvadratkilometer och befinner sig 10,9 meter över havet. Sjön avvattnas av vattendraget Vagnboströmmen.
Sjön överskrider länsgränsen mellan Edsbro socken i Stockholms län och Knutby socken i Uppsala län. Byn Smara ligger vid den södra delen av Sottern. Denna sjö håller på att växa igen och en förening har bildats för att förhindra detta.

## Delavrinningsområde
Sottern ingår i delavrinningsområde (664425-164809) som SMHI kallar för Utloppet av Sottern. Medelhöjden är 25 meter över havet och ytan är 49,83 kvadratkilometer. Det finns inga avrinningsområden uppströms utan avrinningsområdet är högsta punkten. Vagnboströmmen som avvattnar avrinningsområdet har biflödesordning 2, vilket innebär att vattnet flödar genom totalt 2 vattendrag innan det når havet efter 28 kilometer. Avrinningsområdet består mestadels av skog (71 procent) och jordbruk (11 procent). Avrinningsområdet har 2,24 kvadratkilometer vattenytor vilket ger det en sjöprocent på 4,5 procent. Bebyggelsen i området täcker en yta av 0,97 kvadratkilometer eller 2 procent av avrinningsområdet.